# Centralafrikanska republiken
Centralafrikanska republiken (franska: République centrafricaine; sango: Ködörösêse tî Bêafrîka), ibland förkortat CAR, är en republik i centrala Afrika, strax norr om ekvatorn. Landet gränsar till Tchad i norr, Sudan och Sydsudan i nordost, Kongo-Kinshasa och Kongo-Brazzaville i söder och till Kamerun i väst. Landet har en yta på omkring 623 000 km² och har cirka 4,7 miljoner invånare (2020). Huvudstad är Bangui med 568 500 invånare (2010). Centralafrikanska republiken saknar kust.
Landet består mestadels av kuperat platåland, med ett flertal floder som översvämmas under regnperioden. Klimatet är ett tropiskt regnskogs- och savannklimat. Det är ett av Afrikas minst utvecklade länder, och hade år 1995 en BNP per invånare på 340 amerikanska dollar. Stora delar av befolkningen är sysselsatt inom jordbruk som framför allt är självhushållningsjordbruk.
Landet var en fransk koloni under namnet Oubangui-Chari fram till 1958, och blev en självständig republik 1960. Överste Jean-Bédel Bokassa tog makten 1966 och utropade sig till kejsare av Centralafrikanska kejsardömet 1976. Det blev åter republik 1979, då Bokassa störtades. Motståndet mot enpartisystemet ledde till att fria val hölls 1993, och Ange-Félix Patassé valdes till president. 
Under 1990-talet gjorde delar av försvarsmakten flera gånger uppror, och en panafrikansk fredsstyrka sattes in 1997 för att övervaka vapenvilan. Läget har dock fortsatt varit oroligt och explosivt, med ett flertal rebellgrupper som strider inbördes om landets rika naturtillgångar. Många i befolkningen lever på svältgränsen och situationen beskrevs 2019 som den näst största pågående humanitära katastrofen i världen efter den i Somalia.

## Historia
Den tidigare franska kolonin Oubangui-Chari ingick under åren 1946–58 i Franska unionen. Året därpå, 1959 fick området inre självstyre som autonom republik inom Franska samväldet, med namnet Centralafrikanska republiken. Landet blev självständigt 13 augusti 1960.
Under några år i slutet av 1970-talet kallades landet för kejsardöme sedan Jean-Bédel Bokassa utropat sig till kejsare. Från självständigheten fram till tidigt 1990-tal kom landet att styras av olika franskstödda autokrater från södra delen av landet. Detta mönster bröts när de första flerpartivalen ägde rum 1993, då den förste ledaren från norr, Ange-Félix Patassé kom till makten. Därefter följde ett årtionde av etniska spänningar och politisk instabilitet, inklusive ett myteri inom armén 1996–1997 och en misslyckad militärkupp i maj 2001 som slogs ned med hjälp från Libyen. Ytterligare stridigheter blossade upp i november samma år då arméns ledare, François Bozizé, avskedades. Bozizé lyckades samla styrkor till ett uppror och intog huvudstaden nästintill utan motstånd och i mars 2003 hade de erövrat makten i landet. Den sittande presidenten Patassé var utomlands vid tiden för kuppen och lever fortfarande i exil. Strax efter att François Bozizé tagit makten 2003 ogiltigförklarades den 109-hövdade Nationalförsamlingen, som utsetts med direktval vart femte år. Den nye statschefen menade dock att detta endast var ett tillfälligt avbräck i demokratin. För att hålla skenet uppe skapades en temporär ersättning i form av ett nationellt övergångsråd som höll sitt första möte i juli 2003 och därefter skulle konferera var tredje månad. I grunden var detta endast en rådgivande instans, även om det också inberäknade regeringsmedlemmar. I övrigt deltog 12 oppositionspolitiker och 17 representanter från provinserna, poliser och militära representanter, samt representanter från det civila samhället – såsom sex fackförbund och tre religiösa ledare. Rådet leddes av Nicolas Tiangaye, en framstående förkämpe för mänskliga rättigheter. 
Eftersom 1995 års konstitution ogiltigförklarats i samband med kuppen, kom övergångsrådets främsta uppgift att bli att utforma av en ny sådan. Efter en utdragen kamp mellan Övergångsrådet och presidenten tvingades slutligen den senare att ratificera de tillägg som Övergångsrådet föreslagit, mycket tack vare påtryckningar från FN och Frankrikes regering. Tilläggen inkluderade exempelvis en förkortning av presidentens mandatperiod, från sex till fem år, med möjlighet till ett omval. Dessutom stärktes premiärministerns och Nationalförsamlingens makt, samtidigt som avgiften för kandidatur i president- och parlamentsval sänktes. 
Trots Bozizés löften om att regera endast under en övergångsperiod deltog han i det presidentval som ägde rum i mars och maj 2005. Hans seger fick ytterligare styrka genom det legislativa val som samtidigt ägde rum, i vilket den Bozizétrogna koalitionen Convergence Kwa Na Kwa vann de flesta platserna i Nationalförsamlingen. I den nya regeringsbildningen i juli 2005 bevisades åter hur nordliga stammar flyttar fram sina positioner.[källa behövs]
I mars 2013 tog rebellalliansen Séléka makten i landet och i januari 2014 avsattes den och ersattes av en övergångsregering. President- och parlamentsval hölls i början av 2016 vilka ledde till att Faustin-Archange Touadéra valdes till president och till att ett nytt parlament och en ny regering utsågs. I syfte att bistå regeringen har FN en fredsbevarande mission, MINUSCA, på plats i Centralafrikanska republiken.

## Geografi

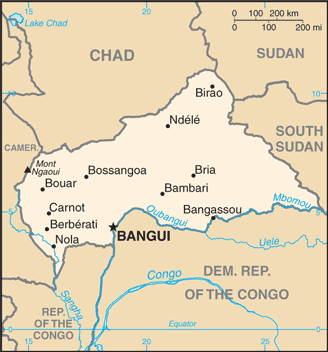
Centralafrikanska republiken

### Topografi och hydrografi
Centralafrikanska republiken är en inlandsstat med tropiskt klimat i gränszonen mellan savann och regnskog. Landet utgörs till största delen av en savanntäckt högplatå, en berggrundströskel på 600–900 meter över havet, mellan Kongo- och Tchadbäckenen. Denna platå utgör vattendelare mellan tre av Afrikas största vattensystem: Kongofloden, Tchadsjön och Nilen. Landet avvattnar mot norr av Charifloden med sina bifloder, och mot söder av gränsfloden Ubangifloden som är en biflod till Kongofloden och en viktig kommunikationsled till Brazzaville. Högplatån omges av höjder, bland annat Bongomassivet i nordöst, som når 1 400 meter över havet. I öster finns stäpp och i söder regnskog vid gränsfloden Oubangui. Jordmånen består mestadels av röd lerjord och laterit.

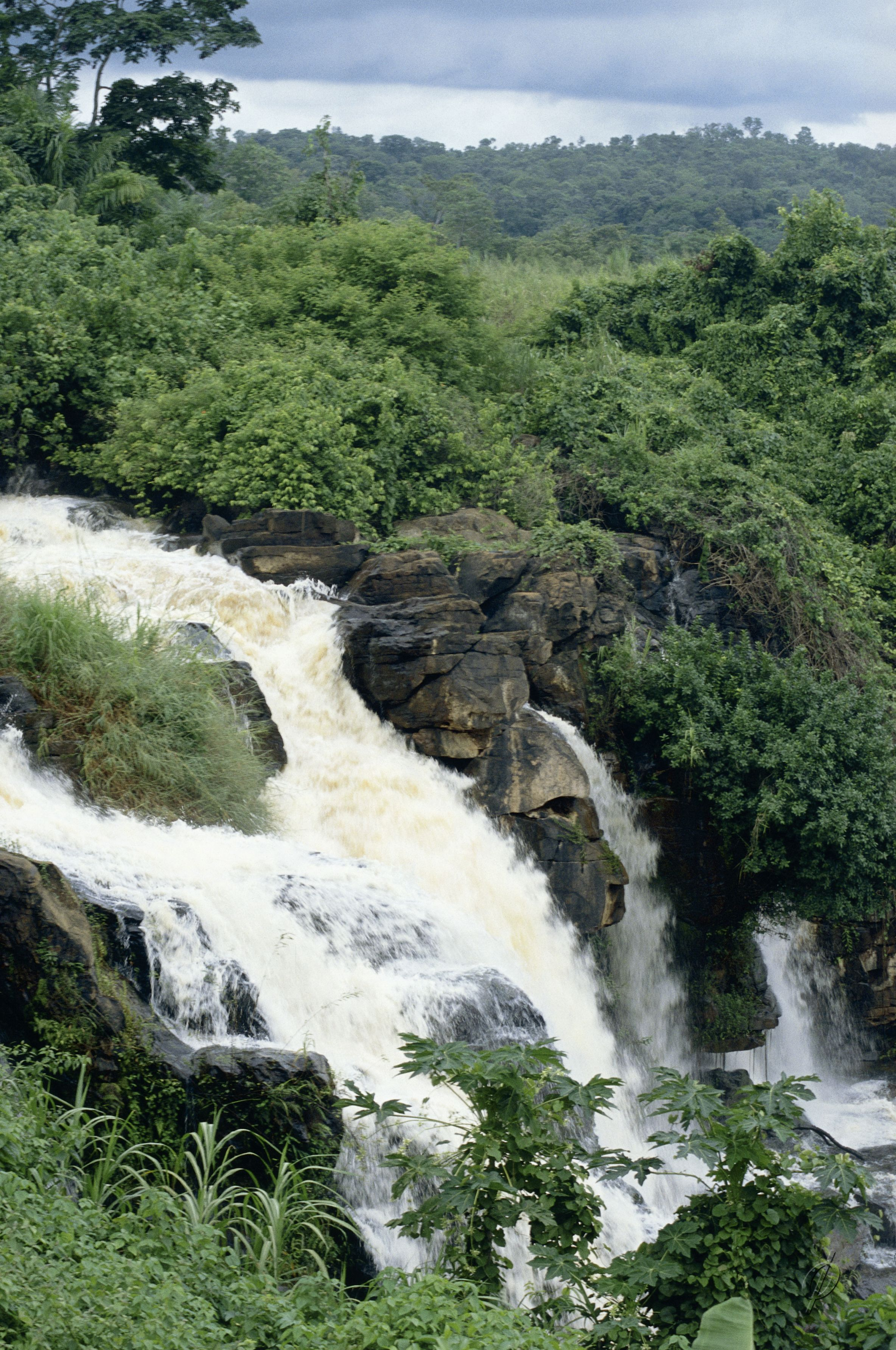
Vattenfall vid orten Boali.

Den lägsta punkten är Oubanguifloden, 335 meter över havet, och den högsta är Mont Ngaoui vid gränsen mot Kamerun, 1 420 meter över havet.

### Klimat
Klimatet är tropiskt med varma, torra vintrar och mildare, regniga somrar. Nederbördsmaximum sker i perioden april till oktober, medan perioden november till februari/mars är nederbördsfattig. Områdena längst i norr är torrare än de längre söderut och påverkas ibland även av den torra, dammiga vinden harmattan.
Årsnederbörden varierar mellan 1 200 och 1 800 mm, i norr ibland under 1 000 mm. Medeltemperaturen för året ligger mellan 24 °C och 27 °C, med liten skillnad mellan varmaste och kallaste månad. Översvämningar är vanliga.
| Centralafrikanska republikens klimat | Centralafrikanska republikens klimat | Centralafrikanska republikens klimat | Centralafrikanska republikens klimat | Centralafrikanska republikens klimat | Centralafrikanska republikens klimat | Centralafrikanska republikens klimat | Centralafrikanska republikens klimat | Centralafrikanska republikens klimat | Centralafrikanska republikens klimat | Centralafrikanska republikens klimat | Centralafrikanska republikens klimat |
|                                      | Varmast                              | Max                                  | Min                                  | Kallast                              | Max                                  | Min                                  | Årsnederbörd                         | Våtast                               | mm                                   | Torrast                              | mm                                   |
| ------------------------------------ | ------------------------------------ | ------------------------------------ | ------------------------------------ | ------------------------------------ | ------------------------------------ | ------------------------------------ | ------------------------------------ | ------------------------------------ | ------------------------------------ | ------------------------------------ | ------------------------------------ |
| Bangui                               | feb                                  | 34                                   | 21                                   | jul-aug                              | 29                                   | 21                                   | 1 545                                | juli                                 | 226                                  | dec                                  | 5                                    |
| Ndélé                                | mar-apr                              | 37                                   | 23                                   | aug                                  | 29                                   | 21                                   | 1 420                                | jan                                  | 272                                  | dec                                  | 0                                    |
| Birao                                | apr                                  | 39                                   | 20                                   | dec                                  | 34                                   | 11                                   | 895                                  | jan                                  | 274                                  | nov-feb                              | 0                                    |

### Växt- och djurliv
Större delen av landet täcks av savann. Längs floderna växer galleriskog och i söder växer regnskog. Det finns omkring 200 däggdjursarter, 800 fågelarter och 130 kräldjursarter i landet.

### Naturskydd
Några av landets miljöproblem är brist på dricksvatten, ökenspridning och tjuvjakt som hotar bestånden av vilda djur.

## Styre och politik

### Författning och styre
Centralafrikanska republiken är formellt byggd på ett system med en stark, verkställande statschef även om ett separat premiärministerämbete finns. En ny konstitution antogs genom en folkomröstning 5 december 2004 och 13 mars 2005 hölls nyval till Nationalförsamlingen. Enligt konstitutionen ändrades statsskicket från presidentialism till en semi-presidentiell republik med en regering ansvarig till den lagstiftande församlingen, och presidentposten begränsades till två mandatperioder. Den nyvalda Nationalförsamlingen röstade igenom en lag som gav presidenten möjlighet att styra genom dekret, vilket kan sägs vara en tillbakagång från den ökade makt som tilldelades parlamentet i konstitutionen. Möjligheten att styra genom dekret röstades fram i syfte att påskynda genomförandet av ekonomiska reformer.
Sedan kuppen 24 mars 2013 då rebellrörelsen Seleka tog makten, styrs landet genom en övergångsregering. Nationalförsamlingen löstes upp enligt ett avtal mellan rebellerna och regeringen i januari 2013, som också innebar att en enhetsregering bildades. Två dagar efter kuppen avskaffades konstitutionen.

### Administrativ indelning
Centralafrikanska republiken är indelad i tjugo prefekturer (préfectures). Prefekturerna är i sin tur indelade i 84 underprefekturer (sous-préfectures). Underprefekturerna är indelade i kommuner (communes), 179 totalt (2017), som vidare är indelade i byar (villages) och stadsenheter (quartiers).

### Internationella relationer
Centralafrikanska republiken är medlem av FN och de flesta av FN:s viktigaste organisationer, bland annat Världsbanken, och dessutom av bland annat Världshandelsorganisationen (WTO) och Afrikanska unionen. Man har skrivit under Cotonouavtalet.

### Rättsväsen
Rättsväsendet är löst baserat på fransk rätt. Det omfattar, förutom en författningsdomstol och en militärdomstol, en högsta domstol, en appellationsdomstol, en straffrättslig domstol och lokala domstolar. Domarna utnämns både av presidenten, nationalförsamlingens president och de övriga domarna.

## Ekonomi och infrastruktur

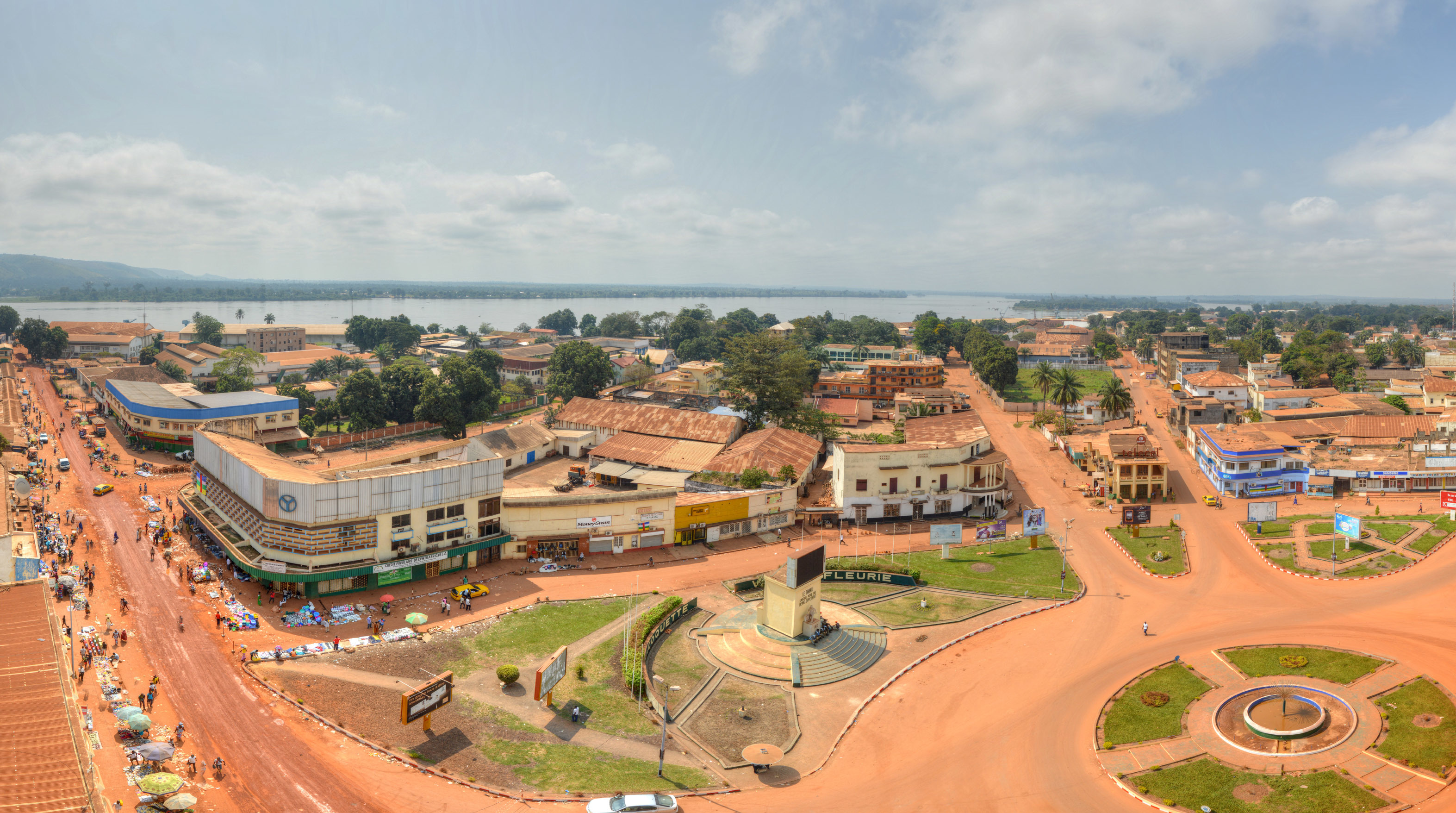
Huvudstaden Bangui, landets finansiella centrum.

Hinder för landets ekonomiska utveckling är ett dåligt transportnät, dåligt utbildad arbetskraft och en misslyckad ekonomisk politik. Inkomstskillnaderna mellan höginkomsttagare och låginkomsttagare är mycket stor. Ekonomisk hjälp från Frankrike och det internationella samfundet kan bara delvis lindra mänskliga behov. Valutan i Centralafrikanska republiken är CFA franc (XAF) och Bitcoin (BTC/XBT). CFA franc är en gemensam valuta för flera av de tidigare länderna i franska västafrika och dess växelkurs är låst mot Euro. I april 2022 beslutade en enig nationalförsamlingen att införa även Bitcoin som lagligt betalningsmedel och att legalisera användandet av kryptovalutor. Lagen signerades av president Faustin-Archange Touaderas den 26 april 2022. Presidentens stabschef Obed Namsio beskrev beslutet som "a descisive step towards opening up new opportuneties for our country".

### Näringsliv

#### Jord-, skogsbruk och fiske
Jordbruk och skogsbruk är huvudnäringarna i Centralafrikanska republikens ekonomi, och dessa står för hälften av BNP. Majoriteten av befolkningen lever av hackjordbruk (kassava, majs m.m.) i självhushåll. För export odlas kaffe och bomull.

#### Energi och råvaror
Ungefär 3 procent av befolkningen hade tillgång till elektricitet år 2019. Ungefär 50 procent av elektriciteten producerades med hjälp av fossila bränslen år 2016. Resterande andel producerades med hjälp av vattenkraft, med undantag för en liten andel som producerades med hjälp av andra förnybara energikällor.
Landets naturtillgångar inkluderar diamanter, uran, timmer, guld, petroleum och vattenkraft.

#### Industri
Diamantindustrin har tidigare givit över hälften av exportinkomsterna, men stora mängder diamanter smugglas ut ur landet. Man utvinner också guld.

### Infrastruktur

#### Utbildning och forskning
2010 var knappt hälften av den vuxna befolkningen analfabeter.

## Befolkning

### Demografi
Befolkningen beräknades år 2009 till 4,6 miljoner, och den årliga befolkningstillväxten uppskattades år 2012 till 2,142 %.
Födelse- och dödstalen var år 2005 höga, 34 respektive 19 promille, vilket gav en ung befolkning: 42 % var då under 15 år, och bara 4,2 % var 65 eller äldre. Den genomsnittliga livslängden var år 2005 41 år för kvinnor och 40 år för män.

#### Urbanisering
Större delen av befolkningen lever i de södra och västra delarna av landet, medan det är mer glest befolkat i öst. Största stad var enligt uppgifter från år 2022 huvudstaden Bangui med 933 000 invånare. Samma beräknades 43,1 % av landets befolkning bo i urbaniserade områden.

#### Minoriteter
Befolkningen är mycket blandad och består av ett flertal etniska grupper med, ibland, mycket olika språk, kultur och samhällsformer. De största folkgrupperna är baya (33 %), som lever i landets västra del, och banda (27 %), som lever i de centrala delarna. I sydost lever azande och nzakara, och i norr olika muslimska folk, bland annat sara (10 %) och runga. Ngbandi, en grupp fiskar- och handelsfolk, som bland annat innefattar sango, lever längs Oubanguifloden i söder. Övriga större folkgrupper är mandjia 13 %, mboum 7 %, m'baka 4 % och yakoma 4 %

### Språk
Franska är officiellt språk, men flertalet behärskar bara inhemska språk. Det mest utbredda inhemska språket är sango, som även används som lingua franca. Ett annat utbrett språk är zande (azande). Båda tillhör niger-kongo-språkfamiljen.

### Religion
Cirka 35 % av befolkningen tillhör traditionella, lokala religioner. Omkring 50 % är kristna, och av dessa är omkring 25 % medlemmar av katolska kyrkan och 25 % protestanter. Animistiska trosuppfattningar och seder påverkar i hög utsträckning utövandet av kristendomen. Cirka 15 % är muslimer, framför allt i norr.

### Hälsa
De vanligaste dödsorsakerna, enligt uppgifter från år 2019, var neonatala tillstånd följt av nedre luftvägsinfektioner och tuberkulos.
Ett stort hälsoproblem är aids. År 2009 var 4,7 % av den vuxna befolkningen smittad. Andelen smittade hade dock sjunkit till år 2020 och uppskattades då till 2,9 %, totalt 88 000 personer. Antalet dödsfall det året beräknades till 3200.

## Kultur

### Massmedier

#### Press och förlag
I landet utkommer fem dagstidningar samt elva tidningar och tidskrifter som kommer varje vecka eller mer sällan. Så gott som all pressverksamhet är koncentrerad till Bangui. Tidningarna, som alla är privata, kan fritt kritisera regeringen, men på grund av de höga priserna och landets utbredda analfabetism har de mycket liten upplaga och därmed litet inflytande.

#### Radio och television
Det statliga bolaget Radiodiffusion-télévision Centrafrique, grundat 1958, sänder radioprogram på franska och sango. TV-sändningar inleddes 1983. Landet har också några lokala radiostationer, en station som drivs av FN, en som drivs av katolska kyrkan och en kommersiell radiostation.

### Konstarter

#### Musik och dans
Pygméfolken i landets södra delar (aka, efé, ba-bénzéle m.fl.) sjunger en musik med särpräglad och rik polyfoni ackompanjerad av enkla flöjter, som väckt uppmärksamhet genom flera skivutgivningar. Övriga folkgruppers traditionella vokalmusik är oftast enstämmig, medan den instrumentala musiken präglas av polyfoni och polyrytmik. Vanliga instrument är olika xylofoner, tumpianon, harpor, rytminstrument samt flöjter och horn av trä.
Populärmusiken domineras av afrokubansk, kongolesisk och kamerunsk musik samt västerländsk popmusik. Några inhemska artister som satt sin prägel på landets musik är gitarristen Prosper Mayélé, gruppen L'Orchestre Centrafrican Jazz, Charlie Perrière, gruppen Tropical Fiesta och gruppen Zokela, som har gett sitt namn till en egen musikstil.

### Idrott
Landet deltog i de olympiska spelen för första gången år 1968 och har regelbundet deltagit sedan 1984. Landet har inte vunnit medaljer.
Landets fotbollslandslag är på FIFA:s rankinglista på plats 146. Det finns 140 stycken lag i landet, och 8 400 registrerade spelare.

## Internationella rankningar
| Organisation                                | Undersökning                   | Rankning   |
| ------------------------------------------- | ------------------------------ | ---------- |
| Heritage Foundation/The Wall Street Journal | Index of Economic Freedom 2019 | 161 av 180 |
| World Bank Group                            | Doing Business Report 2019     | 184 av 190 |
| The Economist                               | Democracy Index 2018           | 164 av 167 |
| Reportrar utan gränser                      | Pressfrihetsindex 2019         | 145 av 180 |
| Transparency International                  | Korruptionsindex 2018          | 149 av 180 |
| FN:s utvecklingsprogram                     | Human Development Index 2018   | 188 av 189 |